# Emeringen
Emeringen település Németországban, azon belül Baden-Württembergben. Lakosainak száma 168 fő (2023. december 31.).

## Népesség
A település népessége az elmúlt években az alábbi módon változott:
| Lakosok száma | 154  | 132  | 136  | 144  | 157  | 167  | 168  |
|               | 1975 | 2010 | 2017 | 2019 | 2021 | 2022 | 2023 |